# فوت و فن‌های معروف مشت‌زنی
فوت و فن‌های معروف مشت‌زنی (فرانسوی: Illusions Fantasmagoriques‎) یک فیلم صامت و کوتاه فرانسوی در ژانر فانتزی به کارگردانی ژرژ ملی‌یس است که در سال ۱۸۹۸ منتشر شد. از بازیگران آن می‌توان به ژرژ ملی‌یس اشاره کرد.